# طيران قوات مشاة البحرية الأمريكية
طيران قوات مشاة البحرية الأمريكية القوة الوية لقوات مشاة بحرية الولايات المتحدة. وحدات الطيران في سلاح مشاة البحرية لها مهمة وعمليات مختلفة تمامًا عن نظيراتها البرية، وبالتالي، لديها العديد من تواريخها وتقاليدها وشروطها وإجراءاتها الخاصة.
تم تعيين وحدات الطيران في سلاح البحرية لدعم فرقة العمل البحرية الجوية، كعناصر قتال جوي، من خلال توفير ست وظائف: الدعم الهجومي، والحرب المضادة للطائرات، والدعم الجوي الهجومي، والحرب الإلكترونية، والقيادة والتحكم، والاستطلاع الجوي.  شغل الفيلق الطائرات ذات الأجنحة الدوارة والثابتة بشكل أساسي لتوفير النقل والدعم الجوي القريب لقواتها البرية. ومع ذلك، يتم استخدام أنواع الطائرات الأخرى أيضًا في مجموعة متنوعة من أدوار الدعم والأغراض ذات الأغراض الخاصة.
يقع كل طيران مشاة البحرية تحت تأثير نائب القائد للطيران، الذي تتمثل مهمته في تقديم المشورة لقائد سلاح البحرية في جميع المسائل المتعلقة بالطيران، وخاصة اقتناء الأصول الجديدة، وتحويل الطائرات الحالية، والصيانة ، والتشغيل، والقيادة. 

## التاريخ

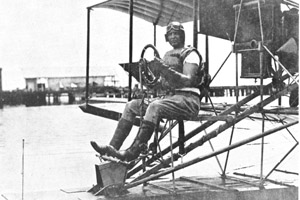
أول ألفريد أ. كننغهام، أول طيار في فيلق مشاة البحرية

بدأ الطيران في سلاح مشاة البحرية رسميًا في 22 مايو 1912، عندما أبلغ الملازم أول ألفريد أوستيل كانينجهام إلى معسكر الطيران البحري في أنابوليس بولاية ماريلاند، «للعمل فيما يتعلق بالطيران».  في 20 أغسطس من ذلك العام، أصبح أول طيار بحري. 

### تعليق ختامي
1. ↑  "MAWTS-1 hones warfighting edge". Naval Aviation News. مؤرشف من الأصل في 2007-08-21. اطلع عليه بتاريخ 2007-04-01.
2. ↑  "Marine Aviation". United States Marine Corps. مؤرشف من الأصل في 2007-08-06.
3. ↑  Condon، John Pomeroy (1993). "U.S. Marine Corps Aviation". 75th Year of Naval Aviation – Volume Five of a Commemorative Collection. History and Museums Division  [لغات أخرى]‏, Headquarters, U.S. Marine Corps. ص. 3. مؤرشف من الأصل في 2007-02-05. اطلع عليه بتاريخ 2007-01-29.
4. ↑  Burke، Alan (2 أغسطس 2012). "Town marks 100 years of Marine Corps aviation". Gloucester Times. مؤرشف من الأصل في 2012-08-10. اطلع عليه بتاريخ 2012-08-13.